# Corallium imperiale
Corallium imperiale is een zachte koraalsoort uit de familie Coralliidae. De koraalsoort komt uit het geslacht Corallium. Corallium imperiale werd voor het eerst wetenschappelijk beschreven door Bayer. 